# 11718 Hayward
11718 Hayward eller 1998 HD95 är en asteroid i huvudbältet som upptäcktes den 21 april 1998 av LINEAR i Socorro County, New Mexico. Den är uppkallad efter Nicholas Mark Edward Alexander Hayward.
Asteroiden har en diameter på ungefär 4 kilometer.